# Zwitserland op het Eurovisiesongfestival 1956
Zwitserland nam deel aan het Eurovisiesongfestival 1956 in Lugano. Het was de eerste editie van het festival. SRG SSR was verantwoordelijk voor de Zwitserse bijdrage voor de editie van 1956.

## Selectieprocedure
In 1956 werd met zeven deelnemende landen het allereerste Eurovisiesongfestival georganiseerd. Elk land, waaronder Zwitserland, mocht twee liedjes afvaardigen. Om de Zwitserse inzending te bepalen, werd op 28 april 1956 voor het eerst een nationale voorronde gehouden onder de naam Concours Eurovision 1956. Er deden elf liedjes aan mee, waarvan vijf gezongen werden door Jo Roland, vijf door Lys Assia en één door Anita Traversi. Zeven liedjes waren Franstalig, drie Duitstalig en één werd vertolkt in het Italiaans.
De uitslag van deze voorronde is niet meer bekend, maar Lys Assia werd uitverkoren naar het allereerste Songfestival te gaan met de liedjes Das alte Karussell en Refrains. Laatstgenoemd lied werd in aanloop naar het songfestival omgedoopt in Refrain.

### Concours Eurovision 1956
De volgende artiesten en liedjes maakten deel uit van de Zwitserse nationale voorronde:
| Nr. | Artiest                      | Lied                                   |
| --- | ---------------------------- | -------------------------------------- |
| 1   | Jo Roland                    | Vendredi                               |
| 2   | Lys Assia                    | Sei doch nicht so eifersüchtig         |
| 3   | Lys Assia & Quinteta Radiosa | Das alte Karussell                     |
| 4   | Jo Roland                    | L'allée aux ormeaux                    |
| 5   | Anita Traversi               | Bandella ticinese                      |
| 6   | Jo Roland                    | La ballade des bonnes années           |
| 7   | Lys Assia & Quinteta Radiosa | Le bohémien                            |
| 8   | Jo Roland                    | Les deux coquins (l'argent et l'amour) |
| 9   | Jo Roland                    | J'ai triché                            |
| 10  | Lys Assia & Quinteta Radiosa | Addio bella Napoli                     |
| 11  | Lys Assia & Quinteta Radiosa | Refrains                               |

## In Lugano
Het eerste Eurovisiesongfestival werd in Zwitserland zelf gehouden, in het Teatro Kursaal te Lugano. Van de veertien deelnemers was Lys Assia als tweede (met Das alte Karussell) en als negende (met Refrain) aan de beurt. De puntentelling, waarbij het de jury's overigens toegestaan was om op het eigen land te stemmen, verliep achter gesloten deuren en is nooit vrijgegeven. Aan het einde van de avond werd simpelweg bekendgemaakt dat Refrain het winnende liedje was. Daarmee won Zwitserland dus het songfestival. Wat mogelijk een rol kan hebben gespeeld bij deze overwinning is het feit dat de juryleden van Luxemburg niet aanwezig waren in Lugano en zij zich lieten vervangen door juryleden met de Zwitserse nationaliteit.
1956 · 1957 · 1958 · 1959 · 1960 · 1961 · 1962 · 1963 · 1964 · 1965 · 1966 · 1967 · 1968 · 1969 · 1970 · 1971 · 1972 · 1973 · 1974 · 1975 · 1976 · 1977 · 1978 · 1979 · 1980 · 1981 · 1982 · 1983 · 1984 · 1985 · 1986 · 1987 · 1988 · 1989 · 1990 · 1991 · 1992 · 1993 · 1994 · 1995 · 1996 · 1997 · 1998 · 1999 · 2000 · 2001 · 2002 · 2003 · 2004 · 2005 · 2006 · 2007 · 2008 · 2009 · 2010 · 2011 · 2012 · 2013 · 2014 · 2015 · 2016 · 2017 · 2018 · 2019 · 2020 · 2021 · 2022 · 2023 · 2024 · 2025
België · Frankrijk · Italië · Luxemburg · Nederland · West-Duitsland · Zwitserland